# Rigadin domestique
Pour plus de détails, voir Fiche technique et Distribution.
Rigadin domestique est un film muet français réalisé par Georges Monca, sorti en 1912.

## Fiche technique
- Titre : Rigadin domestique
- Réalisation : Georges Monca
- Scénario : Steinmetz
- Photographie :
- Montage :
- Société de production : Pathé Frères
- Société de distribution : Pathé Frères
- Pays d'origine :  France
- Langue : Film muet avec les intertitres en français
- Métrage : 225 mètres
- Format : Noir et blanc — 35 mm — 1,33:1 — Muet
- Genre :  Comédie
- Durée : 7 minutes et 30 secondes
- Dates de sortie : 
  - France : 8 juin 1912

## Distribution
- Charles Prince : Rigadin
- Gabrielle Lange
- Gabrielle Debrives
- Lola Noyr